# Johnny Herbert
John Paul Herbert (ur. 25 czerwca 1964 w Brentwood) – brytyjski kierowca wyścigowy. Zadebiutował w Formule 1 w 1989 podczas GP Brazylii w barwach zespołu Benetton. Przez całą swoją karierę wygrał 3 wyścigi Grand Prix. Zakończył starty w F1 po sezonie 2000.

## Wyniki

### Podsumowanie
| Sezon     | Seria                                    | Zespół                             | Wyścigi | Zwycięstwa | PP | NO | Podium | Punkty | Pozycja |
| --------- | ---------------------------------------- | ---------------------------------- | ------- | ---------- | -- | -- | ------ | ------ | ------- |
| 1985      | Formuła Ford                             |                                    | 1       | 1          | 0  | ?  | 1      | —      | 1       |
| 1986      | Brytyjska Formuła 3                      | Mike Rowe Racing/Intersport Racing | 6       | 0          | 0  | 0  | 0      | 8      | 15      |
| 1987      | Brytyjska Formuła 3                      | Eddie Jordan Racing                | 18      | 5          | 7  | 5  | 10     | 79     | 1       |
| 1987      | Grand Prix Makau                         | Eddie Jordan Racing                | 1       | 0          | 0  | 0  | 0      | —      | 18      |
| 1988      | Formuła 3000                             | Eddie Jordan Racing                | 6       | 1          | 2  | 1  | 2      | 13     | 8       |
| 1988      | Mistrzostwa Świata Samochodów Sportowych | ADA Engineering                    | 1       | 0          | 0  | 0  | 0      | 0      | NS      |
| 1989      | Formuła 1                                | Benetton Formula                   | 5       | 0          | 0  | 0  | 0      | 5      | 14      |
| 1989      | Formuła 1                                | Tyrrell Racing Organisation        | 1       | 0          | 0  | 0  | 0      | 5      | 14      |
| 1989      | All-Japan Sports Prototype Championship  | Takefuji Racing Team               | 1       | 0          | 0  | 0  | 0      | 6      | 29      |
| 1990      | Japońska Formuła 3000                    | Team LeMans                        | 10      | 0          | 0  | 0  | 0      | 3      | 16      |
| 1990      | All-Japan Sports Prototype Championship  | Takefuji Racing Team               | 5       | 0          | 0  | 0  | 0      | 10     | 20      |
| 1990      | Formuła 1                                | Camel Team Lotus                   | 2       | 0          | 0  | 0  | 0      | 0      | NS      |
| 1990      | 24h Le Mans                              | Mazdaspeed                         | 1       | 0          | 0  | 0  | 0      | —      | NU      |
| 1991      | Japońska Formuła 3000                    | Team LeMans                        | 10      | 0          | 0  | 0  | 1      | 9      | 10      |
| 1991      | Formuła 1                                | Team Lotus                         | 7       | 0          | 0  | 0  | 0      | 0      | NS      |
| 1991      | All-Japan Sports Prototype Championship  | Mazdaspeed                         | 2       | 0          | 0  | 0  | 0      | 20     | 19      |
| 1991      | 24h Le Mans                              | Mazdaspeed                         | 1       | 1          | 0  | 0  | 1      | —      | 1       |
| 1992      | Formuła 1                                | Team Lotus                         | 16      | 0          | 0  | 0  | 0      | 2      | 15      |
| 1992      | Mistrzostwa Świata Samochodów Sportowych | Mazdaspeed                         | 2       | 0          | 0  | 0  | 1      | 25     | 7       |
| 1993      | Formuła 1                                | Team Lotus                         | 16      | 0          | 0  | 0  | 0      | 11     | 9       |
| 1994      | Formuła 1                                | Team Lotus                         | 13      | 0          | 0  | 0  | 0      | 0      | NS      |
| 1994      | Formuła 1                                | Mild Seven Benetton Ford           | 2       | 0          | 0  | 0  | 0      | 0      | NS      |
| 1994      | Formuła 1                                | Ligier Gitanes Blondes             | 1       | 0          | 0  | 0  | 0      | 0      | NS      |
| 1995      | Formuła 1                                | Mild Seven Benetton Renault        | 17      | 2          | 0  | 0  | 4      | 45     | 4       |
| 1996      | Formuła 1                                | Red Bull Sauber Ford               | 15      | 0          | 0  | 0  | 1      | 4      | 14      |
| 1997      | Formuła 1                                | Red Bull Sauber Petronas           | 17      | 0          | 0  | 0  | 1      | 15     | 10      |
| 1998      | Formuła 1                                | Red Bull Sauber Petronas           | 16      | 0          | 0  | 0  | 0      | 1      | 15      |
| 1999      | Formuła 1                                | Stewart Ford                       | 15      | 1          | 0  | 0  | 1      | 15     | 8       |
| 2000      | Formuła 1                                | Jaguar Racing                      | 17      | 0          | 0  | 0  | 0      | 0      | NS      |
| 2001      | American Le Mans Series                  | Champion Racing                    | 6       | 0          | 0  | 0  | 3      | 113    | 8       |
| 2001      | 24h Le Mans                              | Champion Racing                    | 1       | 0          | 0  | 0  | 0      | —      | NU      |
| 2002      | American Le Mans Series                  | Audi Sport North America           | 1       | 1          | 0  | 0  | 1      | 206    | 4       |
| 2002      | American Le Mans Series                  | Champion Racing                    | 9       | 0          | 0  | 0  | 6      | 206    | 4       |
| 2002      | 24h Le Mans                              | Audi Sport North America           | 1       | 0          | 0  | 0  | 1      | —      | 2       |
| 2003      | American Le Mans Series                  | ADT Champion Racing                | 1       | 0          | 0  | 0  | 0      | 160    | 4       |
| 2003      | American Le Mans Series                  | Team Bentley                       | 8       | 4          | 0  | 2  | 7      | 160    | 4       |
| 2003      | 24h Le Mans                              | Team Bentley                       | 1       | 0          | 0  | 1  | 1      | —      | 2       |
| 2004      | FIA GT Championship                      | AF Corse                           | 4       | 0          | 0  | 0  | 3      | 8      | 31      |
| 2004      | Le Mans Endurance Series                 | Audi Sport UK Team Veloqx          | 4       | 2          | 0  | 1  | 4      | 34     | 1       |
| 2004      | American Le Mans Series                  | ADT Champion Racing                | 2       | 1          | 0  | 0  | 2      | 64     | 8       |
| 2004      | American Le Mans Series                  | Audi Sport UK Team Veloqx          | 1       | 0          | 0  | 0  | 1      | 64     | 8       |
| 2004      | 24h Le Mans                              | Audi Sport UK Team Veloqx          | 1       | 0          | 1  | 0  | 1      | —      | 2       |
| 2005      | Le Mans Legend                           |                                    | 1       | 1          | 1  | 1  | 1      | —      | 1       |
| 2007      | 24h Le Mans                              | Aston Martin Racing                | 1       | 0          | 0  | 0  | 0      | —      | 9       |
| 2008      | Speedcar Series                          | Speedcar Team                      | 10      | 2          | 1  | 3  | 4      | 45     | 1       |
| 2008/2009 | Speedcar Series                          | JMB Racing                         | 9       | 2          | 1  | 0  | 5      | 53     | 2       |
| 2009      | British Touring Car Championship         | Team Dynamics                      | 9       | 0          | 0  | 0  | 0      | 8      | 19      |
| 2010      | International Superstars Series          | Motorzone Race Car                 | 12      | 1          | 0  | 1  | 4      | 66     | 7       |
| 2010      | Campionato Italiano Superstars           | Motorzone Race Car                 | 8       | 0          | 0  | 0  | 2      | 33     | 11      |
| 2010      | Volkswagen Scirocco R-Cup                |                                    | 2       | 0          | 1  | 0  | 1      | 0      | NS†     |
| 2011      | International Superstars Series          | Romeo Ferraris                     | 16      | 0          | 0  | 1  | 4      | 96     | 6       |
| 2011      | Campionato Italiano Superstars           | Romeo Ferraris                     | 10      | 0          | 0  | 1  | 3      | 69     | 6       |
| 2011      | Blancpain Endurance Series               | United Autosports                  | 1       | 0          | 0  | 0  | 0      | 0      | NS      |
| 2011      | 2011 ADAC Zurich 24 Hours of Nürburgring | Volkswagen Motorsport              | 1       | 0          | 0  | 0  | 0      | —      | NU      |
| 2011      | Volkswagen Scirocco R-Cup                |                                    | 1       | 0          | 0  | 0  | 0      | —      | NS†     |
| 2012      | Superstars Series                        | Swiss Team                         | 4       | 0          | 0  | 1  | 2      | 36     | 12      |
| 2012      | Campionato Italiano Superstars           | Swiss Team                         | 2       | 0          | 0  | 1  | 1      | 18     | 18      |

### Formuła 3000
| Sezon | Zespół              | Wyniki w poszczególnych eliminacjach | Wyniki w poszczególnych eliminacjach | Wyniki w poszczególnych eliminacjach | Wyniki w poszczególnych eliminacjach | Wyniki w poszczególnych eliminacjach | Wyniki w poszczególnych eliminacjach | Wyniki w poszczególnych eliminacjach | Wyniki w poszczególnych eliminacjach | Wyniki w poszczególnych eliminacjach | Wyniki w poszczególnych eliminacjach | Wyniki w poszczególnych eliminacjach | Pkt. | Msc. |
| ----- | ------------------- | ------------------------------------ | ------------------------------------ | ------------------------------------ | ------------------------------------ | ------------------------------------ | ------------------------------------ | ------------------------------------ | ------------------------------------ | ------------------------------------ | ------------------------------------ | ------------------------------------ | ---- | ---- |
| 1988  |                     | Hiszpania                            | Włochy                               |                                      | Wielka Brytania                      | Włochy                               | Włochy                               | Wielka Brytania                      | Wielka Brytania                      |                                      | Belgia                               |                                      | 13   | 8    |
| 1988  | Eddie Jordan Racing | 1                                    | NU                                   |                                      | 7                                    | 3                                    | NU                                   | NU                                   |                                      |                                      |                                      |                                      | 13   | 8    |

### Formuła 1
| Rok  | Zespół                      | Samochód      | Silnik                       | Wyniki w poszczególnych eliminacjach | Wyniki w poszczególnych eliminacjach | Wyniki w poszczególnych eliminacjach | Wyniki w poszczególnych eliminacjach | Wyniki w poszczególnych eliminacjach | Wyniki w poszczególnych eliminacjach | Wyniki w poszczególnych eliminacjach | Wyniki w poszczególnych eliminacjach | Wyniki w poszczególnych eliminacjach | Wyniki w poszczególnych eliminacjach | Wyniki w poszczególnych eliminacjach | Wyniki w poszczególnych eliminacjach | Wyniki w poszczególnych eliminacjach | Wyniki w poszczególnych eliminacjach | Wyniki w poszczególnych eliminacjach | Wyniki w poszczególnych eliminacjach | Wyniki w poszczególnych eliminacjach | Pkt. | Msc. |
| ---- | --------------------------- | ------------- | ---------------------------- | ------------------------------------ | ------------------------------------ | ------------------------------------ | ------------------------------------ | ------------------------------------ | ------------------------------------ | ------------------------------------ | ------------------------------------ | ------------------------------------ | ------------------------------------ | ------------------------------------ | ------------------------------------ | ------------------------------------ | ------------------------------------ | ------------------------------------ | ------------------------------------ | ------------------------------------ | ---- | ---- |
| 1989 |                             |               |                              | Brazylia                             | San Marino                           | Monako                               | Meksyk                               | Stany Zjednoczone                    | Kanada                               |                                      | Wielka Brytania                      |                                      | Węgry                                | Belgia                               | Włochy                               | Portugalia                           | Hiszpania                            | Japonia                              | Australia                            |                                      | 5    | 14   |
| 1989 | Benetton Formula            | Benetton B188 | Ford DFR 3.5 V8              | 4                                    | 11                                   | 14                                   | 15                                   | 5                                    | NZ                                   |                                      |                                      |                                      |                                      |                                      |                                      |                                      |                                      |                                      |                                      |                                      | 5    | 14   |
| 1989 | Tyrrell Racing Organisation | Tyrrell 018   | Ford DFR 3.5 V8              |                                      |                                      |                                      |                                      |                                      |                                      |                                      |                                      |                                      |                                      | NU                                   |                                      | NZ                                   |                                      |                                      |                                      |                                      | 5    | 14   |
| 1990 |                             |               |                              | Stany Zjednoczone                    | Brazylia                             | San Marino                           | Monako                               | Kanada                               | Meksyk                               |                                      | Wielka Brytania                      | Niemcy                               | Węgry                                | Belgia                               | Włochy                               | Portugalia                           | Hiszpania                            | Japonia                              | Australia                            |                                      | 0    | NS   |
| 1990 | Camel Team Lotus            | Lotus 102     | Lamborghini 3512 3.5 V12     |                                      |                                      |                                      |                                      |                                      |                                      |                                      |                                      |                                      |                                      |                                      |                                      |                                      |                                      | NU                                   | NU                                   |                                      | 0    | NS   |
| 1991 |                             |               |                              | Stany Zjednoczone                    | Brazylia                             | San Marino                           | Monako                               | Kanada                               | Meksyk                               |                                      | Wielka Brytania                      | Niemcy                               | Węgry                                | Belgia                               | Włochy                               | Portugalia                           | Hiszpania                            | Japonia                              | Australia                            |                                      | 0    | NS   |
| 1991 | Team Lotus                  | Lotus 102B    | Judd EV 3.5 V8               |                                      |                                      |                                      |                                      | NZ                                   | 10                                   | 10                                   | 14†                                  |                                      |                                      | 7                                    |                                      | NU                                   |                                      | NU                                   | 11                                   |                                      | 0    | NS   |
| 1992 |                             |               |                              |                                      | Meksyk                               | Brazylia                             | Hiszpania                            | San Marino                           | Monako                               | Kanada                               |                                      | Wielka Brytania                      | Niemcy                               | Węgry                                | Belgia                               | Włochy                               | Portugalia                           | Japonia                              | Australia                            |                                      | 2    | 15   |
| 1992 | Team Lotus                  | Lotus 102D    | Ford HB 3.5 V8               | 6                                    | 7                                    | NU                                   | NU                                   |                                      |                                      |                                      |                                      |                                      |                                      |                                      |                                      |                                      |                                      |                                      |                                      |                                      | 2    | 15   |
| 1992 | Team Lotus                  | Lotus 107     | Ford HB 3.5 V8               |                                      |                                      |                                      |                                      | NU                                   | NU                                   | NU                                   | 6                                    | NU                                   | NU                                   | NU                                   | 13†                                  | NU                                   | NU                                   | NU                                   | 13                                   |                                      | 2    | 15   |
| 1993 |                             |               |                              |                                      | Brazylia                             | Unia Europejska                      | San Marino                           | Hiszpania                            | Monako                               | Kanada                               |                                      | Wielka Brytania                      | Niemcy                               | Węgry                                | Belgia                               | Włochy                               | Portugalia                           | Japonia                              | Australia                            |                                      | 11   | 9    |
| 1993 | Team Lotus                  | Lotus 107B    | Ford HB 3.5 V8               | NU                                   | 4                                    | 4                                    | 8†                                   | NU                                   | NU                                   | 10                                   | NU                                   | 4                                    | 10                                   | NU                                   | 5                                    | NU                                   | NU                                   | 11                                   | NU                                   |                                      | 11   | 9    |
| 1994 |                             |               |                              | Brazylia                             |                                      | San Marino                           | Monako                               | Hiszpania                            | Kanada                               |                                      | Wielka Brytania                      | Niemcy                               | Węgry                                | Belgia                               | Włochy                               | Portugalia                           | Unia Europejska                      | Japonia                              | Australia                            |                                      | 0    | NS   |
| 1994 | Team Lotus                  | Lotus 107C    | Mugen-Honda MF-351HC 3.5 V10 | 7                                    | 7                                    | 10                                   | NU                                   |                                      |                                      |                                      |                                      |                                      |                                      |                                      |                                      |                                      |                                      |                                      |                                      |                                      | 0    | NS   |
| 1994 | Team Lotus                  | Lotus 109     | Mugen-Honda MF-351HC 3.5 V10 |                                      |                                      |                                      |                                      | NU                                   | 8                                    | 7                                    | 11                                   | NU                                   | NU                                   | 12                                   | NU                                   | 11                                   |                                      |                                      |                                      |                                      | 0    | NS   |
| 1994 | Ligier Gitanes Blondes      | Ligier JS39B  | Renault RS6 3.5 V10          |                                      |                                      |                                      |                                      |                                      |                                      |                                      |                                      |                                      |                                      |                                      |                                      |                                      | 8                                    |                                      |                                      |                                      | 0    | NS   |
| 1994 | Mild Seven Benetton Ford    | Benetton B194 | Ford Zetec-R 3.5 V8          |                                      |                                      |                                      |                                      |                                      |                                      |                                      |                                      |                                      |                                      |                                      |                                      |                                      |                                      | NU                                   | NU                                   |                                      | 0    | NS   |
| 1995 |                             |               |                              | Brazylia                             | Argentyna                            | San Marino                           | Hiszpania                            | Monako                               | Kanada                               |                                      | Wielka Brytania                      | Niemcy                               | Węgry                                | Belgia                               | Włochy                               | Portugalia                           | Unia Europejska                      |                                      | Japonia                              | Australia                            | 45   | 4    |
| 1995 | Mild Seven Benetton Renault | Benetton B195 | Renault RS7 3.0 V10          | NU                                   | 4                                    | 7                                    | 2                                    | 4                                    | NU                                   | NU                                   | 1                                    | 4                                    | 4                                    | 7                                    | 1                                    | 7                                    | 5                                    | 6                                    | 3                                    | NU                                   | 45   | 4    |
| 1996 |                             |               |                              | Australia                            | Brazylia                             | Argentyna                            | Unia Europejska                      | San Marino                           | Monako                               | Hiszpania                            | Kanada                               |                                      | Wielka Brytania                      | Niemcy                               | Węgry                                | Belgia                               | Włochy                               | Portugalia                           | Japonia                              |                                      | 4    | 14   |
| 1996 | Red Bull Sauber Ford        | Sauber C15    | Ford Zetec-R 3.0 V10         | NW                                   | NU                                   | 9                                    | 7                                    | NU                                   | 3                                    | NU                                   | 7                                    | DK                                   | 9                                    | NU                                   | NU                                   | NU                                   | 9†                                   | 8                                    | 10                                   |                                      | 4    | 14   |
| 1997 |                             |               |                              | Australia                            | Brazylia                             | Argentyna                            | San Marino                           | Monako                               | Hiszpania                            | Kanada                               |                                      | Wielka Brytania                      | Niemcy                               | Węgry                                | Belgia                               | Włochy                               | Austria                              | Luksemburg                           | Japonia                              | Unia Europejska                      | 15   | 10   |
| 1997 | Red Bull Sauber Petronas    | Sauber C16    | Petronas SPE-01 3.0 V10      | NU                                   | 7                                    | 4                                    | NU                                   | NU                                   | 5                                    | 5                                    | 8                                    | NU                                   | NU                                   | 3                                    | 4                                    | NU                                   | 8                                    | 7                                    | 6                                    | 8                                    | 15   | 10   |
| 1998 |                             |               |                              | Australia                            | Brazylia                             | Argentyna                            | San Marino                           | Hiszpania                            | Monako                               | Kanada                               |                                      | Wielka Brytania                      | Austria                              | Niemcy                               | Węgry                                | Belgia                               | Włochy                               | Luksemburg                           | Japonia                              |                                      | 1    | 15   |
| 1998 | Red Bull Sauber Petronas    | Sauber C17    | Petronas SPE-01D 3.0 V10     | 6                                    | 11†                                  | NU                                   | NU                                   | 7                                    | 7                                    | NU                                   | 8                                    | NU                                   | 8                                    | NU                                   | 10                                   | NU                                   | NU                                   | NU                                   | 10                                   |                                      | 1    | 15   |
| 1999 |                             |               |                              | Australia                            | Brazylia                             | San Marino                           | Monako                               | Hiszpania                            | Kanada                               |                                      | Wielka Brytania                      | Austria                              | Niemcy                               | Węgry                                | Belgia                               | Włochy                               | Unia Europejska                      | Malezja                              | Japonia                              |                                      | 15   | 8    |
| 1999 | Stewart Ford                | Stewart SF3   | Ford CR-1 3.0 V10            | NW                                   | NU                                   | 10†                                  | NU                                   | NU                                   | 5                                    | NU                                   | 12                                   | 14                                   | 11†                                  | 11                                   | NU                                   | NU                                   | 1                                    | 4                                    | 7                                    |                                      | 15   | 8    |
| 2000 |                             |               |                              | Australia                            | Brazylia                             | San Marino                           | Wielka Brytania                      | Hiszpania                            | Unia Europejska                      | Monako                               | Kanada                               |                                      | Austria                              | Niemcy                               | Węgry                                | Belgia                               | Włochy                               | Stany Zjednoczone                    | Japonia                              | Malezja                              | 0    | NS   |
| 2000 | Jaguar Racing               | Jaguar R1     | Cosworth CR-2 3.0 V10        | NU                                   | NU                                   | 10                                   | 12                                   | 13                                   | 11†                                  | 9                                    | NU                                   | NU                                   | 7                                    | NU                                   | NU                                   | 8                                    | NU                                   | 11                                   | 8                                    | NU                                   | 0    | NS   |

## Starty w 24h Le Mans
| Rok  | Zespół                   | Partnerzy                                           | Samochód          | Klasa  | Okr. | Poz. | klasa Poz. |
| ---- | ------------------------ | --------------------------------------------------- | ----------------- | ------ | ---- | ---- | ---------- |
| 1990 | Mazdaspeed               | Volker Weidler Bertrand Gachot                      | Mazda 787         | GTP    | 148  | NU   | NU         |
| 1991 | Mazdaspeed               | Volker Weidler Bertrand Gachot                      | Mazda 787B        | C2     | 362  | 1    | 1          |
| 1992 | Mazdaspeed ORECA         | Volker Weidler Bertrand Gachot Maurizio Sandro Sala | Mazda MXR-01      | C2     | 336  | 4    | 4          |
| 2001 | Champion Racing          | Didier Theys Ralf Kelleners                         | Audi R8           | C2     | 336  | NU   | NU         |
| 2002 | Audi Sport North America | Christian Pescatori Rinaldo Capello                 | Audi R8           | LMP900 | 374  | 2    | 2          |
| 2003 | Team Bentley             | Mark Blundell David Brabham                         | Bentley Speed 8   | LMGTP  | 375  | 2    | 2          |
| 2007 | Aston Martin Racing      | Peter Kox Tomáš Enge                                | Aston Martin DBR9 | GT1    | 337  | 9    | 4          |